# Selección de lacrosse de España
La Selección Española de Lacrosse Masculino es el equipo formado por jugadores de nacionalidad española que representa a España en los eventos de lacrosse masculinos. Desde 2006, España disputa el Campeonato Mundial de Lacrosse y el Campeonato Europeo de Lacrosse. 

## Plantilla
Los siguientes jugadores forman la actual plantilla de la selección, que disputó el Campeonato Mundial de Lacrosse 2014.
| Pos. | Jugador             | Equipo                        |
| ---- | ------------------- | ----------------------------- |
| G    | Álvaro Couceiro     | Madrid Lacrosse               |
| D    | Carlos González     | Madrid Lacrosse               |
| D    | Joaquín Villarig    | Madrid Lacrosse               |
| D    | Francisco Benito    | Lisboa Lacrosse               |
| D    | Darrel Hunter       | Swarthmore College            |
| D    | Jairo Riesco        | UH Gijón                      |
| M    | José Miguel de Haro | Montes Lacrosse               |
| M    | Diego Jiménez       | Montes Lacrosse               |
| M    | Javier Pérez-Coca   | Alicante Lacrosse             |
| M    | Fernando Martínez   | Capital High School           |
| M    | Pablo Castro        | UH Gijón                      |
| M    | Mario Pazos         | UH Gijón                      |
| M    | Ryan Viadero        | Yorba Linda High School       |
| M    | Ion Rodríguez       | Reading Lacrosse              |
| M    | Ignacio Farjas      | Madrid Lacrosse               |
| M    | Íñigo Macías        | Madrid Lacrosse               |
| M    | Timón Lorenzo       | Princeton Lacrosse Club       |
| M    | Francisco Andrés    | St Doms High School           |
| A    | David Sánchez       | Madrid Lacrosse               |
| A    | Daniel DiBono       | Winston Churchill High School |
| A    | Alberto Díaz        | Montes Lacrosse               |
| A    | Jon Eguren          | SUNYIT                        |
| A    | Daniel de la Casa   | Aces Stick                    |
| A    | Diego Larraz        | TASIS                         |

## Historial

### Campeonato Mundial de Lacrosse
| Año   | Puesto | J  | G  | P  |
| ----- | ------ | -- | -- | -- |
| 2006  | 17     | 7  | 3  | 4  |
| 2010  | 16     | 6  | 2  | 4  |
| 2014  | 30     | 7  | 2  | 5  |
| 2018  | 31     | 7  | 3  | 4  |
| Total | Total  | 27 | 10 | 17 |

### Campeonato Europeo de Lacrosse
| Año   | Puesto       | J            | G            | P            |
| ----- | ------------ | ------------ | ------------ | ------------ |
| 2008  | 13           | 8            | 4            | 4            |
| 2012  | 17           | 9            | 1            | 8            |
| 2016  | 18           | 8            | 3            | 5            |
| 2021  | Próximamente | Próximamente | Próximamente | Próximamente |
| Total | Total        | 25           | 8            | 17           |